# Neustadt in Holstein
Neustadt in Holstein – miasto w Niemczech w kraju związkowym Szlezwik-Holsztyn, w powiecie Ostholstein. W 2008 r. liczyło 16 535 mieszkańców.
Leży na terenie krainy Wagria, której nazwa pochodzi od mieszkającego na tym terenie do XII wieku słowiańskiego plemienia Wagrów, wchodzącego w skład Związku obodryckiego.
Podczas II wojny światowej w mieście znajdował się podobóz nr 1049 obozu koncentracyjnego KL Neuengamme. W zatoce na południe od miasta w dniu 3 maja 1945 roku zatopione zostały statki SS Cap Arkona i SS Thiebleck wraz z ponad 7 tys. więźniów obozów koncentracyjnych.
Po 1945 roku miasto znajdowało się w Republice Federalnej Niemiec.

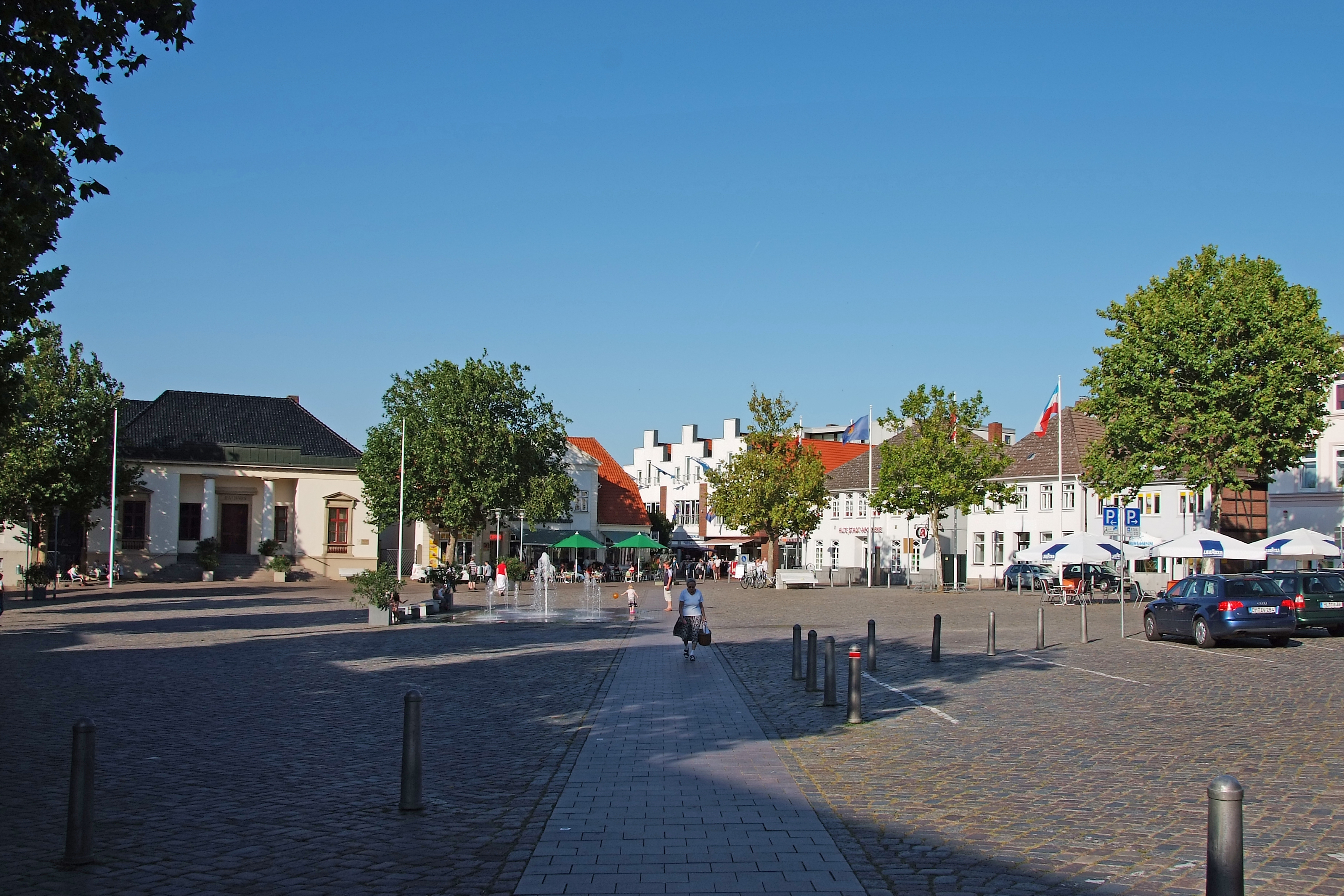
Rynek
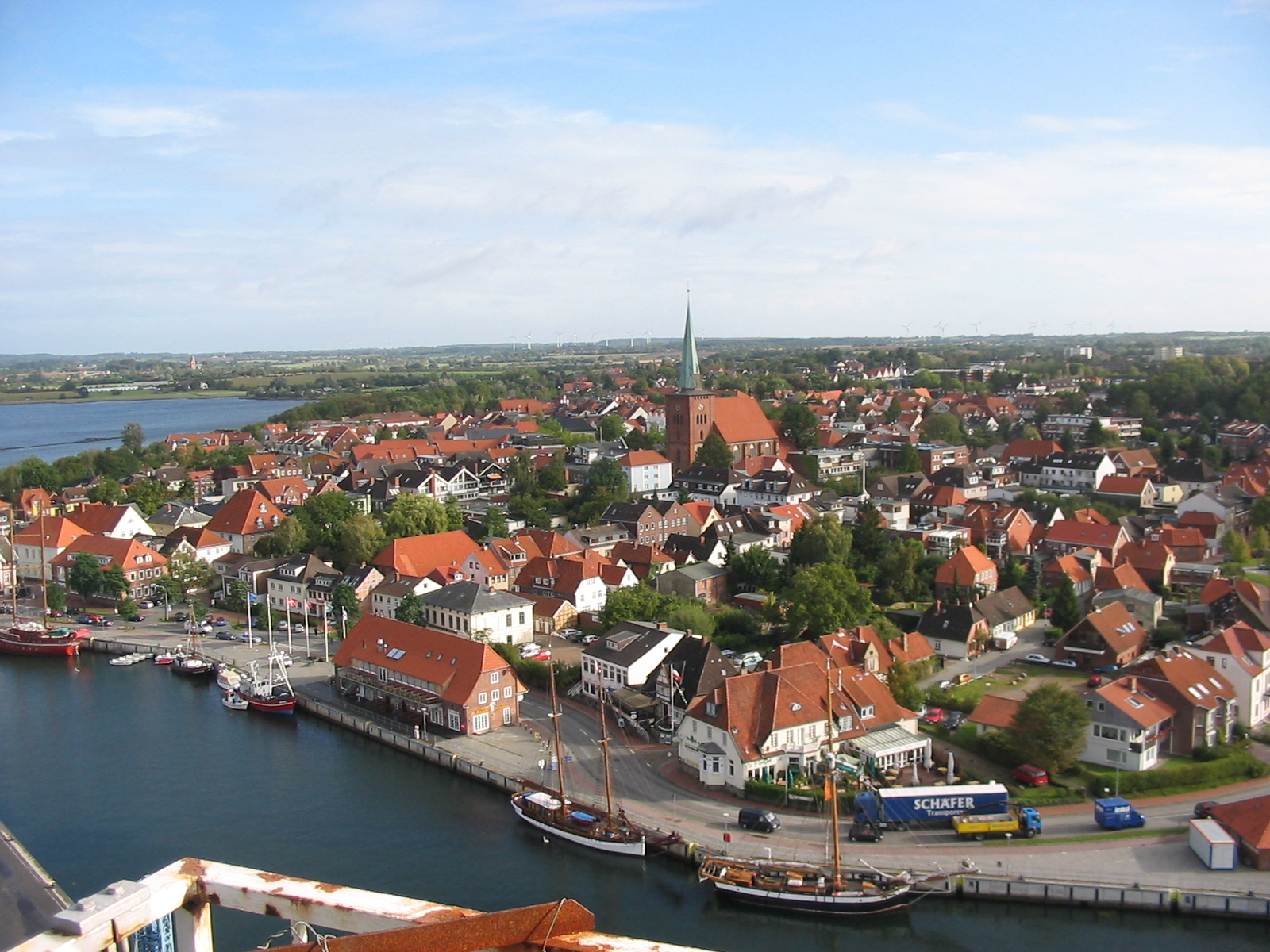
Widok miasta
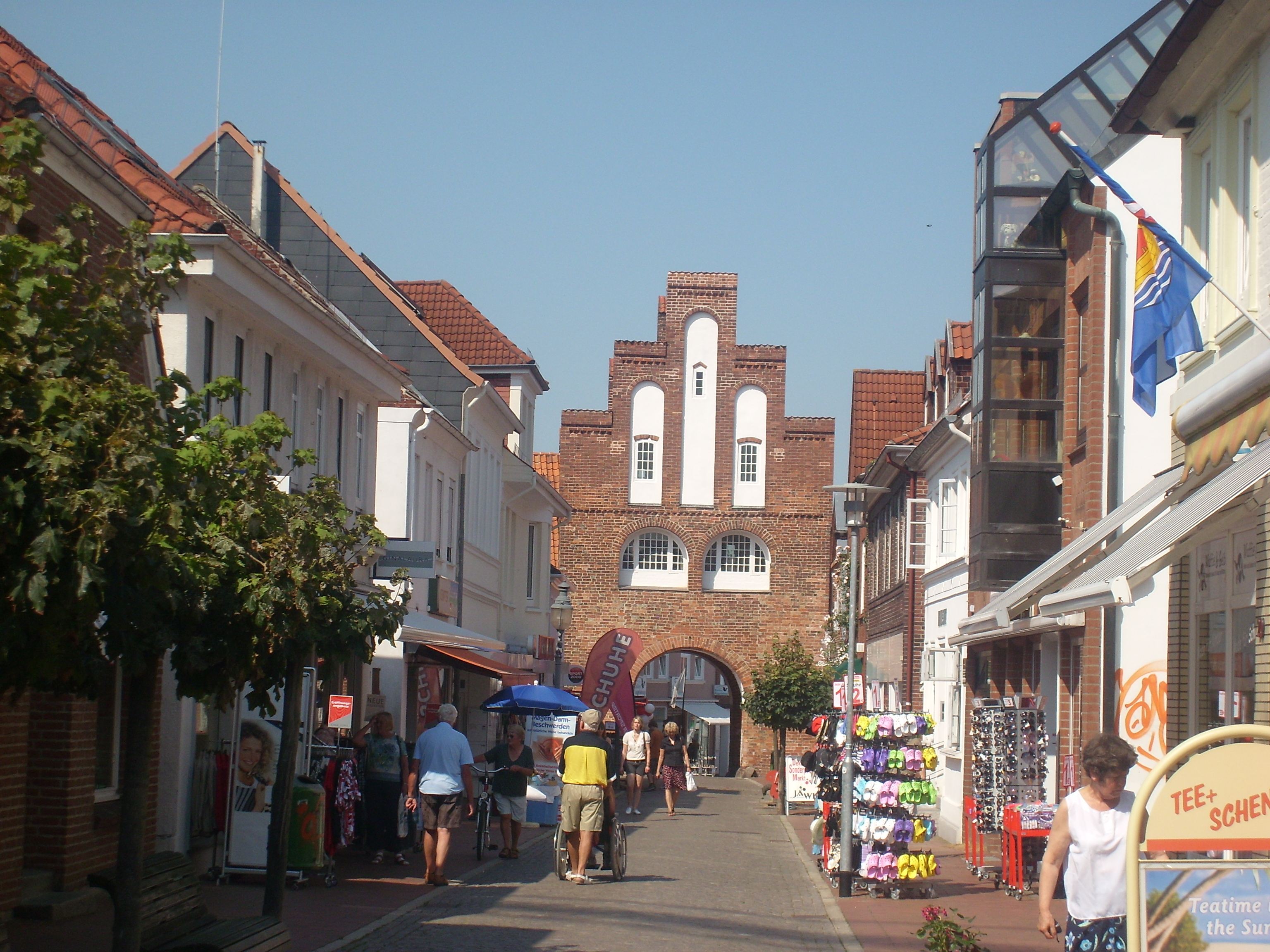
Brama Kremper
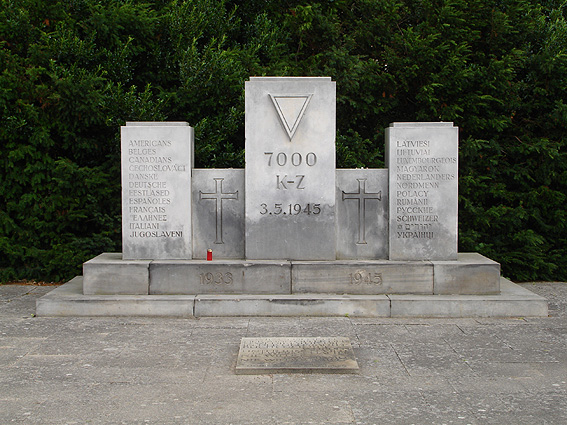
Pomnik ofiar Cap Arkona
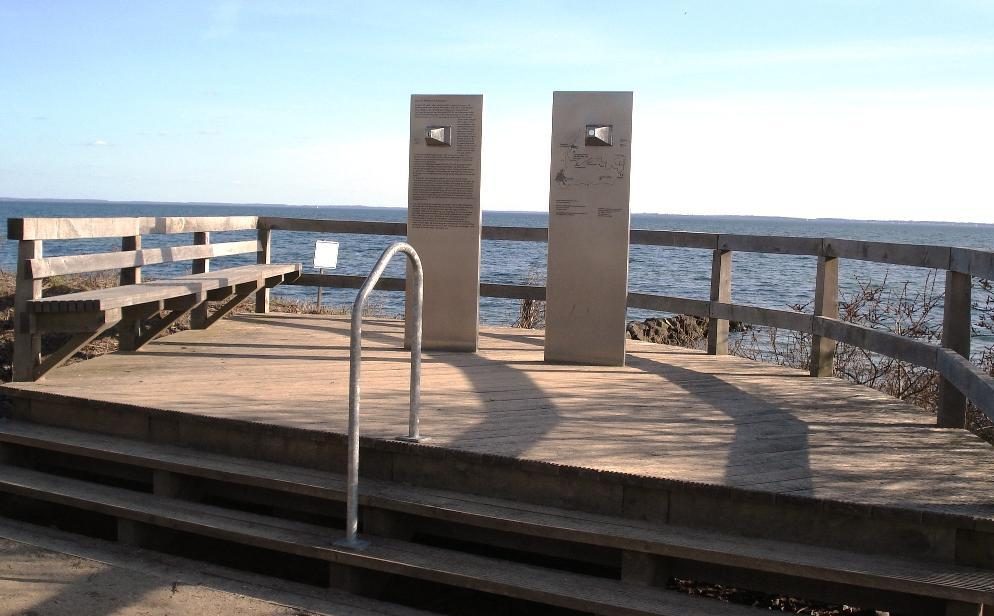
Tablica pamiątkowa ofiar Cap Arkona
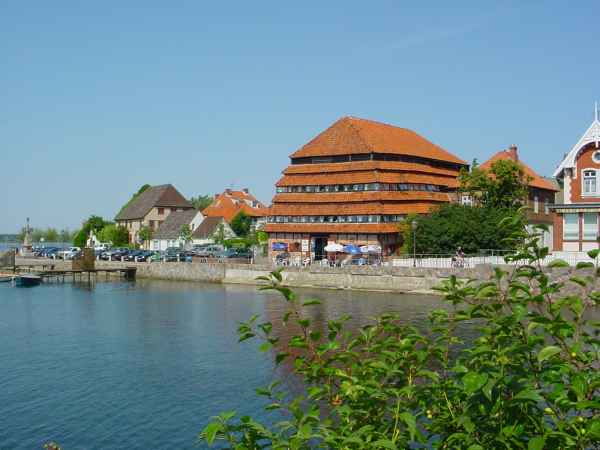
Spichlerz "Pagoda"
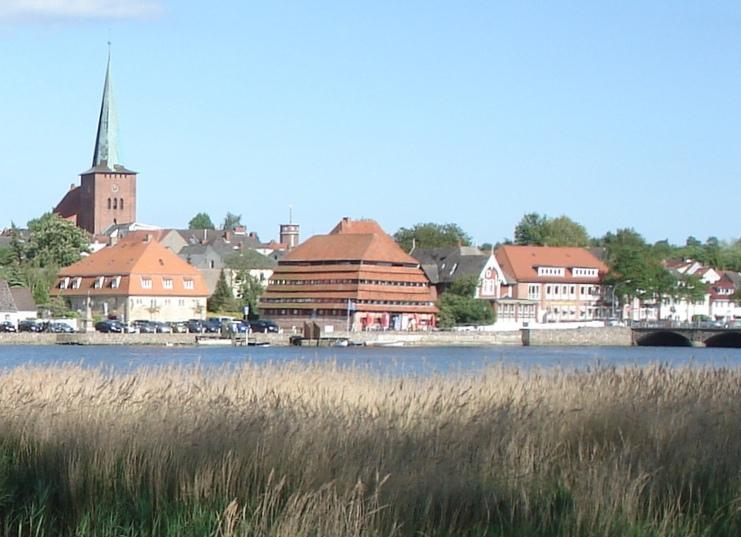
Kościół

## Współpraca zagraniczna
- Dania: Rønne